# Archaeohyracidae
Famille
Archaeohyracidae est le nom d'une famille éteinte comprenant quatre genres de mammifères notongulés ayant vécu du Paléocène jusqu’à l’Oligocène en Amérique du Sud.

## Taxinomie
Genres :
- Archaeohyrax
- Bryanpattersonia
- Eohyrax
- Pseudhyrax